# Руфіно Бланко Фомбона
Руфіно Бланко Фомбона (ісп. Rufino Blanco Fombona; 17 червня 1874 — 16 жовтня 1944) — венесуельський історик і письменник, який відіграв важливу роль у популяризації творчості латиноамериканських письменників у світі.
Похований у Національному пантеоні Венесуели. Шість разів був номінований на Нобелівську премію з літератури.

## Вибрані праці
- 1899: Trovadores y trovas
- 1904: Cuentos americanos
- 1907: El hombre de hierro
- 1911: Cantos de la prisión y del destierro
- 1915: El hombre de oro
- 1917: Grandes escritores de América
- 1921: El conquistador español del siglo XVI
- 1927: La mitra en la mano
- 1931: La bella y la fiera
- 1933: Camino de imperfección